# Paurophylla
Paurophylla är ett släkte av fjärilar. Paurophylla ingår i familjen nattflyn.
Kladogram enligt Catalogue of Life:
| Paurophylla | \| \| Paurophylla aleuropasta \| \| \| \| \| \| Paurophylla bidentata \| \| \| \| \| \| Paurophylla costisigna \| \| \| \| \| \| Paurophylla distincta \| \| \| \| \| \| Paurophylla microta \| \| \| \| \| \| Paurophylla ochrias \| \| \| \| \| \| Paurophylla prominens \| \| \| \| |
|             | \| \| Paurophylla aleuropasta \| \| \| \| \| \| Paurophylla bidentata \| \| \| \| \| \| Paurophylla costisigna \| \| \| \| \| \| Paurophylla distincta \| \| \| \| \| \| Paurophylla microta \| \| \| \| \| \| Paurophylla ochrias \| \| \| \| \| \| Paurophylla prominens \| \| \| \| |
|             | Paurophylla aleuropasta |
|             | |
|             | Paurophylla bidentata |
|             | |
|             | Paurophylla costisigna |
|             | |
|             | Paurophylla distincta |
|             | |
|             | Paurophylla microta |
|             | |
|             | Paurophylla ochrias |
|             | |
|             | Paurophylla prominens |
|             | |